# Euphorbia arrecta
Euphorbia arrecta är en törelväxtart som beskrevs av Nicholas Edward Brown. Euphorbia arrecta ingår i släktet törlar, och familjen törelväxter. Inga underarter finns listade i Catalogue of Life.